# Erythroxylum pictum
Erythroxylum pictum är en tvåhjärtbladig växtart som beskrevs av Ernst Meyer. Erythroxylum pictum ingår i släktet Erythroxylum och familjen Erythroxylaceae. Inga underarter finns listade i Catalogue of Life.

## Bildgalleri

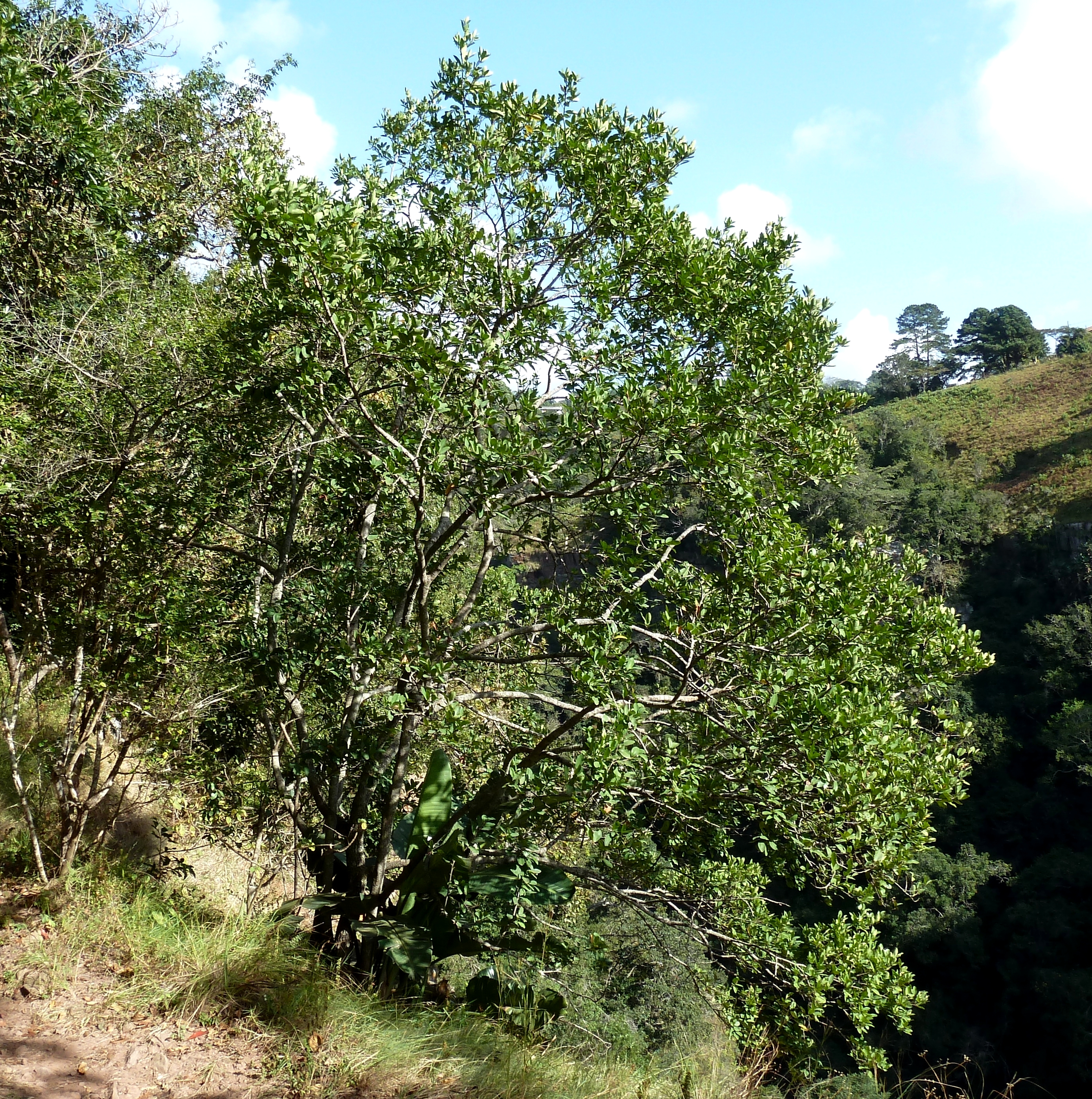
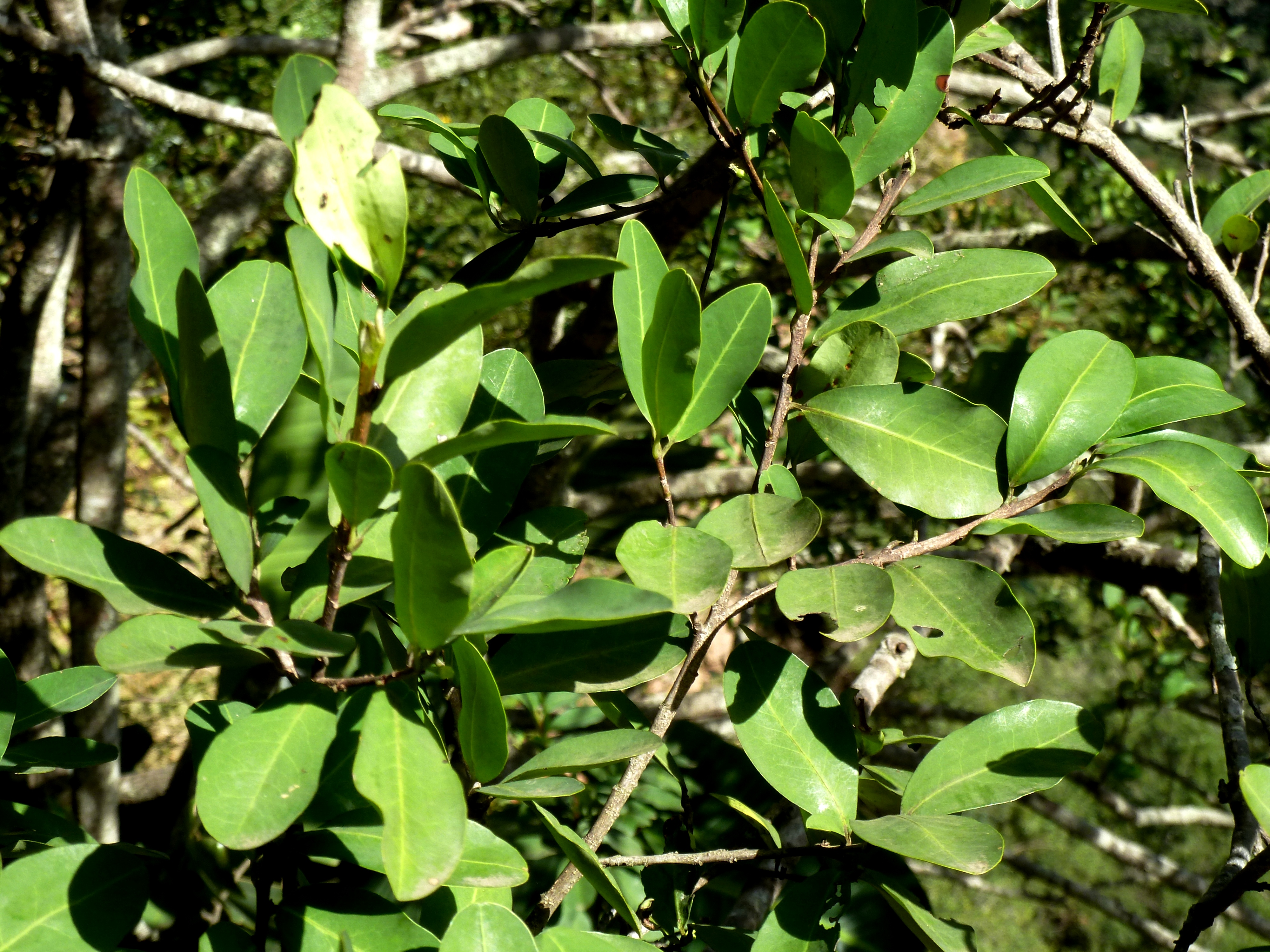